# Gare de Gambsheim
La gare de Gambsheim est une gare ferroviaire française de la ligne de Strasbourg à Lauterbourg située sur le territoire de la commune de Gambsheim, dans la collectivité européenne d'Alsace, en région Grand Est.
Elle est mise en service en 1876, pendant l'annexion allemande, par la Direction générale impériale des chemins de fer d'Alsace-Lorraine.
C'est une halte voyageurs de la Société nationale des chemins de fer français (SNCF) du réseau TER Grand Est, desservie par des trains express régionaux.

## Situation ferroviaire
Établie à 129 mètres d'altitude, la gare de Gambsheim est située au point kilométrique (PK) 17,221 de la ligne de Strasbourg à Lauterbourg entre les gares de Kilstett et de Herrlisheim (Bas-Rhin).

## Histoire
La ligne de Strasbourg à Lauterbourg, qui traverse la commune, est construite par la Direction générale impériale des chemins de fer d'Alsace-Lorraine (EL) qui la met en service le 25 juillet 1876. La gare de Gambsheim est ouverte avec la ligne,.
Le 19 juin 1919, la gare entre dans le réseau de l'Administration des chemins de fer d'Alsace et de Lorraine (AL), à la suite de la victoire française lors de la Première Guerre mondiale. Puis, le 1er janvier 1938, cette administration d'État forme avec les autres grandes compagnies la SNCF, qui devient concessionnaire des installations ferroviaires de Gambsheim. Cependant, après l'annexion allemande de l'Alsace-Lorraine, c'est la Deutsche Reichsbahn qui gère la gare pendant la Seconde Guerre mondiale, du 1er juillet 1940 jusqu'à la Libération (en 1944 – 1945).
En 1962, la gare dispose de plusieurs voies de service et d'un quai militaire.
Le 30 juin 2005, le conseil municipal vote pour le projet d'aménagement de la gare et de ses abords, dont le coût prévu est d'environ 819 000 euros. Le projet de la SNCF porte sur la mise à niveau des installations et un aménagement urbain du parvis à caractère intermodal. Ce projet est inscrit dans le cadre plus général de la modernisation de la ligne et de la mise en service d'un « nouveau cadencement ». Environ 300 usagers fréquentent ce site dont les travaux, en cours en 2007, concernent notamment les parkings et les accès aux quais. En 2009, les travaux sont achevés et la fréquentation de la gare est d'environ 200 passagers quotidiennement. L'ancien bâtiment voyageurs, édifié en 1875, est également restauré en 2008.
En mars 2013, la fréquentation en voyageurs de la gare est de 1 164 montants et 1 207 descendus des trains de la ligne Strasbourg - Lauterbourg.

## Fréquentation
De 2015 à 2023, selon les estimations de la SNCF, la fréquentation annuelle de la gare s'élève aux nombres indiqués dans le tableau ci-dessous.
| Année                      | 2015    | 2016    | 2017    | 2018    | 2019    | 2020    | 2021    | 2022    | 2023    |
| -------------------------- | ------- | ------- | ------- | ------- | ------- | ------- | ------- | ------- | ------- |
| Voyageurs                  | 160 531 | 166 992 | 180 800 | 179 292 | 194 564 | 154 129 | 172 337 | 207 706 | 207 661 |
| Voyageurs et non voyageurs | 200 663 | 208 740 | 226 000 | 224 116 | 243 205 | 192 661 | 215 421 | 259 633 | 259 577 |

## Service des voyageurs

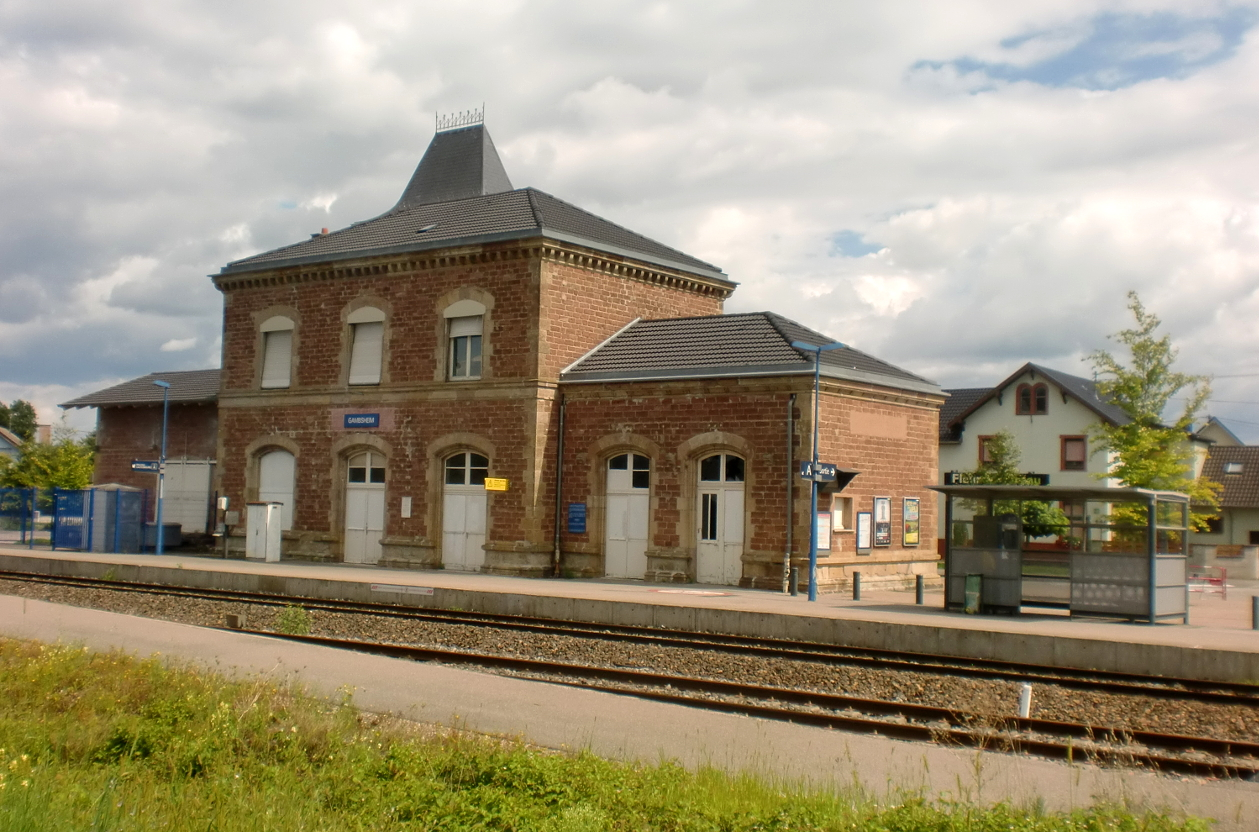
Le bâtiment voyageurs, côté voies.

### Accueil
Halte SNCF, c'est un point d'arrêt non géré (PANG) à accès libre. Son bâtiment voyageurs est fermé au public. Elle est équipée d'automates pour l'achat de titres de transport. Elle dispose de deux quais, avec abris, qui encadrent deux voies.
Un passage de niveau planchéié permet la traversée des voies et le passage d'un quai à l'autre.

### Desserte
Gambsheim est une halte voyageurs du réseau TER Grand Est, desservie par des trains express régionaux de la relation : Strasbourg - Lauterbourg, ou Rœschwoog, ou Herrlisheim (Bas-Rhin).

### Intermodalité
Un parc pour les vélos et un parking pour les véhicules y sont aménagés. En complément de la desserte ferroviaire, elle est desservie par des cars TER de la relation Lauterbourg - Rœschwoog.

## Patrimoine ferroviaire
L'ancien bâtiment voyageurs est toujours présent. Le bâtiment voyageurs appartient à un plan type standard de l'EL également employé pour la gare voisine de Herrlisheim. Le corps central de trois travées auquel est accolée une tour d'horloge côté rue jouxte une aile de deux travées sur sa gauche et la halle à marchandises sur sa droite. Il appartient à un plan type standard de l'EL également employé pour la gare voisine de Herrlisheim.